# オフェンス (曲)
オフェンスは、noteの3枚目のシングル。

## 概要
メジャーデビューシングル。ジャケットはCGで、片側2車線のはずが、一方通行に差し替えており、4人が中央線付近に走っている。それと対照的なのはプロモーションビデオで、メンバー全員がグランドで走っているシーンがある。
表題曲「オフェンス」は、バンド結成以後、最初に作った楽曲である。インディーズ時代は英語歌詞のバージョンで発売したこともあり、メジャーにあたり、日本語詞で書き直したと言う経緯がある。

## 収録曲
1. オフェンス
2. FLASHBACK
3. レール

全曲　作詞・作曲：真田修壱　編曲：note